# Octoéchos
L'octoéchos est un système de 8 modes développé au Moyen Âge (du grec: Ὀκτώηχος, les « 8 échos », dont échos vient de ήχος, mot masculin singulier qui signifie "son" - à ne pas confondre avec ηχώ, mot féminin qui signifie "qui se répète"). Initialement appliqué à la musique byzantine, ce cadre a été repris pour la description du plain-chant, plus particulièrement pour la classification des pièces du chant grégorien.
Bien que le plain-chant soit clairement modal, sa description théorique est une question ouverte et disputée. Il est probable que dans le millénaire qu'a duré la période productive du chant grégorien, les approches modales ont pu évoluer, conduisant à des pièces de logiques variées, voire à des remaniements pour reformuler des pièces archaïques dans le cadre de l'octoéchos.
En tant que cadre d'explication, l'octoéchos fait partie de la tradition du chant grégorien : il a été introduit au cours de la réforme carolingienne du plain-chant. Cependant, ce cadre théorique s'oppose aux modalités plus simples, fondées sur quelques cordes-mères (do, mi et parfois ré) qui caractérisent les couches les plus anciennes de tous les répertoires du plain-chant.

## Huit modes d'accompagnement
|                 | Mode          | Mode              |
| Finale          | Authente      | Plagal            |
| --------------- | ------------- | ----------------- |
| Protus (ré)     | 1. Dorien     | 2. Hypodorien     |
| Deuterus (mi)   | 3. Phrygien   | 4. Hypophrygien   |
| Tritus (fa)     | 5. Lydien     | 6. Hypolydien     |
| Tetrardus (sol) | 7. Mixolydien | 8. Hypomixolydien |

Indépendamment de toute controverse, l'octoéchos répond à une nécessité pratique importante de la liturgie chantée : il permet de déterminer la formule-type qui doit accompagner une pièce donnée.
Certaines pièces grégoriennes peuvent en effet être complétées par des formules types :
- psalmodie complétant les antiennes,
- verset de Gloria complétant les Introït ou les répons prolixes…

Ces formules types d'accompagnement sont réparties selon huit modes principaux, et chaque pièce reçoit le numéro du "mode" de la formule type qui vient l'accompagner.
La relation entre pièces et modes d'accompagnement s'appuie sur une classification formelle (et assez artificielle) des pièces, suivant :
- la note finale de la pièce (ré, mi, fa ou sol), après que la pièce a été convenablement transposée pour finir sur l'une de ces finales ;
- la teneur dominante de la pièce, ou celle de la psalmodie associée.

### Identification de la teneur
La finale dépend de la pièce elle-même, mais la teneur psalmodique n'y est pas inscrite. Ce qui différencie les modes pairs des modes impairs, pour une même finale, c'est le caractère authente ou plagal de la pièce.
- Les modes impairs sont les modes authentes. Ils vont poser la note finale de la pièce loin dans le grave, à un intervalle d'une quinte (ou d'une sixte, pour le troisième mode) par rapport à la teneur psalmodique théorique. De ce fait, leur note finale n'est normalement pas utilisée comme teneur, mais n'a qu'un rôle de note d'appui. Leur tessiture normale va donc de la finale à son octave supérieure.
- Les modes pairs sont les modes plagaux. Ils utilisent la note finale comme teneur effective inférieure, en plus de la teneur psalmodique supérieure montant à la tierce (ou à la quarte pour les modes 4 et 8). La teneur inférieure dispose de sa propre note d'appui, à la tierce (pour la teneur en mi) ou à la quarte inférieure, sur laquelle elle peut poser ses propres cadences. Leur tessiture normale s'étend donc d'une octave à partir de cette note d'appui inférieure.

Cette teneur psalmodique est normalement située à la tierce ou à la quinte de la finale. Les trois modes (3, 4 et 8) qui montent à la quarte et à la sixte, au lieu de la tierce et la quinte des autres modes, sont ceux de la famille de l'hexacorde (les psalmodies primitivement faites sur mi et si sont respectivement montées au fa et au do).

### Finale de la pièce
La tonalité dominante de l'antienne et sa finale conduisent à choisir l'un des huit tons suivant lequel le psaume doit être chanté. Ce ton est généralement indiqué en début d'antienne (ainsi que la finale). Le ton du psaume n'est donc pas associé au psaume lui-même, mais est accordé à l'antienne.
- Les finales en ré correspondent au premier mode (teneur sur la) et au deuxième mode (teneur sur fa).
- Les finales en mi correspondent au troisième mode (teneur à la sixte sur do) et au quatrième mode (teneur à la quarte sur la).
- Les finales en fa correspondent au cinquième mode (teneur en do) et au sixième mode (teneur sur la).
- Les finales en sol correspondent au septième mode (teneur en ré) et au huitième mode (teneur à la quarte en do).

Le ton retenu pour le psaume peut avoir plusieurs variantes de finales, généralement désignées par leur dernière note. La variante est généralement choisie pour que la dernière note du psaume coïncide avec la première note de l'antienne, ou du moins permette un enchaînement musical facile.
Ces notions de « finale en ré » (ou toute autre note) ne doit pas faire illusion : le plain chant étant normalement chanté a cappella, les hauteurs indiquées sont nécessairement relatives par rapport au diapason moderne. Ces finales ne se caractérisent que par la position du demi-ton par rapport à la note nommée. Indépendamment de toute transposition (toujours légitime), la corde finale est par convention qualifiée de mi lorsqu'elle admet un intervalle supérieur d'un demi-ton ; tandis que le fa fait inversement un demi-ton inférieur ; et dans les deux tons sans demi-ton consécutif, le ré est la corde dont l'intervalle supérieur est à la tierce mineure, tandis que celui du sol est à la tierce majeure.

### Formules type de l'octoéchos
Les formules que l'on rencontre suivant les « huit modes » sont dans le chant grégorien:
- Les formules psalmodiques qui accompagnent le chant des antiennes (certains modes ont cependant de très nombreuses variantes de finales).
- Les formules psalmodiques particulières au chant du Magnificat.
- Les versets qui accompagnent le chant de l'Introït (formule qui accompagnait également autrefois le chant de communion), avec quelques variantes de finales.
- Les versets des répons prolixes.

Enfin, chaque ton dispose de formules d'Alléluia pascals spécifiques pouvant être ajoutés aux antiennes de l'office, à celles de l'Introït, de l'offertoire, de la communion, ou du répons prolixe.
Ces formules types sont données dans les livres de chant correspondants : bréviaire et missel pour les psalmodies, bréviaire pour le magnificat, missel pour les introït, et nocturnale pour les versets des répons prolixes.

## Les huit modes classiques
La théorie classique veut que le chant grégorien compte 8 modes :
- Protus : finale ré (tierce T + 1/2 T) :

→ 1er mode : dominante la (ambitus ré-ré)
→ 2e mode : dominante fa (ambitus la-la)
- Deutérus : finale mi (tierce 1/2 T + T) :

→ 3e mode : dominante do (ambitus mi-mi)
→ 4e mode : dominante la
- Tritus : finale fa (tierce (1/2 T) + T + T) :

→ 5e mode : dominante do (ambitus fa-fa)
→ 6e mode : dominante la
- Tetrardus : finale sol (tierce (T) + T + T) :

→ 7e mode : dominante ré (ambitus sol-sol)
→ 8e mode : dominante do
N.B. : Les modes impairs sont aigus ou authentes, les modes pairs sont graves et appelés plagaux.
En chiffrages modernes, nous aurions
- Authente :
  - Deutérus mi/do : dominante sur le VIe degré.
  - Protus (ré/la), Tritus (fa/do) et Tetrardus (sol/ré) : dominante sur le Ve degré.
- Plagal :
  - Deutérus (mi/la) et Tetrardus (sol/do) : dominante sur le IVe degré.
  - Protus (ré/fa), Tritus (fa/la) : dominante sur le IIIe degré.

## Critiques
L'avantage de ce système de classification des pièces grégoriennes est évident : il permet d'attribuer à toutes les pièces des versets sur des mélodies-type en nombre limité (en fin de compte, une dizaine, si l'on inclut les tons peregrinus et in directu). D'autre part, les ambiances modales des pièces classées sous le même ton sont assez souvent similaires ; mais il y a des exceptions importantes.

### Critique technique
Ses faiblesses sont assez évidentes par rapport au fond grégorien :
- La finale d'une pièce n'est donnée que par une seule note. De nombreux exemples dans le répertoire montrent que cette finale n'a pas toujours été stable, ce qui conduit à changer la classe d'une pièce dès que sa finale devient erronée. Un exemple assez évident est l'introït Lex Domini, nettement de type cinquième mode, dont la finale est accidentellement descendue d'une tierce.
- Les transpositions des pièces ne sont pas toujours univoques. Quand une pièce peut être transposée, son "mode" conventionnel n'est pas déterminé.
- La teneur des pièces n'entre pas toujours dans le cadre théorique de l'octoéchos : de nombreuses pièces du premier mode, par exemple, ont une teneur à la quarte (ré - sol) qui ne permet de les classer ni dans le premier, ni dans le deuxième mode.

Exemple
L'Alléluia de la vigile de Noël donne un bel exemple de tonalité mal déterminée, que pourraient revendiquer les modes 5, 6, 7 et 8 de l'octoéchos:
- Écrit en sol par la vaticane, il pourrait aussi bien être écrit en fa, ce qui imposerait des si bémols, mais rendrait mieux compte de la bistrophae, plus fréquente sur un fa que sur un sol. En fait, une écriture correcte devrait le restituer en do (comme ci-dessus), mais cette finale est ignorée par la théorie de l'octoéchos.
- D'autre part, cette pièce ne fait que commenter la note modale (ici transcrite par un do) par des broderies supérieures, mais aucune teneur n'apparaît dans ces broderies : est-ce une quarte (fa), une quinte (sol)? Faute de teneur, il n'est pas possible de trancher entre un mode plagal et un authente.

L'inconvénient le plus grave de l'octoéchos apparaît quand cette théorie est utilisée comme outil d'analyse de la modalité des pièces. Cette approche impose une position a priori des cordes modales à des pièces qui peuvent être atypiques, ce qui conduit à une perception déformée de la modalité grégorienne pour y faire entrer à tout prix ces cas particuliers. Une grande partie des discours sur les dominantes multiples des modes est probablement due à cette approche artificielle.

### Critique historique
L'analyse des modes par leur finale est indissociable de la théorie pythagoricienne sur la gamme et l'organisation de l'octave. Octave et gamme sont donnés a priori, et l'organisation des notes dans l'octave et ses rapports harmoniques fixes sert ensuite d'analyse à la structure mélodique. L'idée d'analyser chaque note des modes grégoriens par sa position dans l'octave est classique, et présente dès l'introduction de l'octoéchos; on la retrouve encore constamment comme guide d'analyse dans des ouvrages ou exposés récents sur "la modalité grégorienne". Elle ne repose pourtant sur aucun fondement historique.
Cette théorie classique de l'octave ne correspond pas au contexte dans lequel la notion de teneur a initialement émergé: les modes primitifs se développent sur un ambitus d'une quinte ou une sixte tout au plus, et même les modes plus élaborés hésitent à faire jouer la mélodie sur des relations d'octaves. Ce n'est que dans les pièces tardives du répertoire que ces relations apparaissent, probablement sous l'influence de l'organum déjà présent.
D'autre part, la logique modale du grégorien n'individualise pas les notes de la même manière: les modes primitifs montrent qu'une note fait référence à une teneur, pôle unique de référence, et non à des relations harmoniques préétablies dans une octave, comme le fait l'approche pythagoricienne.